# Сианьский университет металлургии и строительства
Сианьский университет архитектуры и строительства (англ. Xi'an University of Architecture and Technology, кит. 西安建筑科技大学) — университет в городе Сиань, Китай.
Численность преподавательского состава — более 2100 человек, 26000 обучающихся студентов, и 3600 аспирантов и докторантов.
Университет ведёт свою историю от Бэйянского университета, основанного в 1895 году, который в 1956 году вошёл в объединённое высшее образовательное учреждение.